# Waverly Hall
Waverly Hall is een plaats (town) in de Amerikaanse staat Georgia, en valt bestuurlijk gezien onder Harris County.

## Demografie
Bij de volkstelling in 2000 werd het aantal inwoners vastgesteld op 709.
In 2006 is het aantal inwoners door het United States Census Bureau geschat op 795, een stijging van 86 (12.1%).

## Geografie
Volgens het United States Census Bureau beslaat de plaats een oppervlakte van
8,8 km², waarvan 8,7 km² land en 0,1 km² water. Waverly Hall ligt op ongeveer 239 m boven zeeniveau.

## Plaatsen in de nabije omgeving
De onderstaande figuur toont nabijgelegen plaatsen in een straal van 24 km rond Waverly Hall.